# George Dewey
George Dewey (26 de diciembre de 1837-16 de enero de 1917) fue almirante de la Fuerza Naval Estadounidense, es más recordado por su victoria en la batalla de la Bahía de Manila (1898) durante la Guerra Hispano-Estadounidense. Es también la única persona en la historia de Estados Unidos que obtuvo el rango de almirante de la Armada durante dicha guerra.

## Inicios
Dewey nació en Montpelier, Vermont. Estudió en la Universidad de Norwich durante dos años (1852-1854), graduándose en la Academia Naval de Estados Unidos en 1858. Sirvió como teniente bajo el mando del almirante David Farragut en la Guerra Civil Norteamericana, participando en operaciones en Luisiana a lo largo del río Misisipi. Dewey obtuvo el rango de teniente general en 1865. Permaneció en la fuerza naval después de la guerra y en 1896 fue nombrado comodoro, siéndole asignado el mando de la Escuadra Asiática de Estados Unidos, tan sólo unas semanas antes de iniciarse la Guerra Hispano-estadounidense.

## Guerra contra España

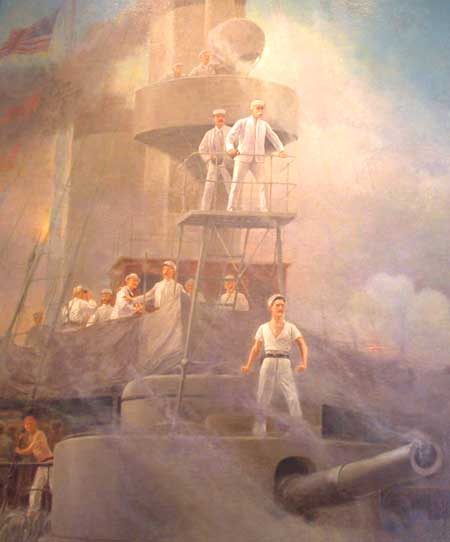
Batalla de la bahía de Manila, 1 de mayo de 1898

El 27 de abril de 1898 partió desde Mirs Bay (Hong Kong, China).  El Departamento de Marina ordenó el día 27 que la escuadra zarpara hacia Manila (Filipinas) para neutralizar una fuerza naval española que potencialmente podría reforzar la flota cubana. Dewey recibió la orden de hundir o capturar todos los barcos y tomar la ciudad, a donde llegó en la noche del 30 de abril. A la mañana siguiente cursó la orden de atacar con la primera luz del día pronunciando su ahora célebre frase "pueden disparar cuando estén listos"; seis horas después de iniciado el ataque ya había hundido o capturado la totalidad de la Flota española del Pacífico, al mando del almirante Patricio Montojo y Pasarón. Dewey perdió un total de 17 hombres en la batalla. Las noticias de la victoria en la batalla de la bahía de Manila hicieron de Dewey un gran héroe en los Estados Unidos y de esta manera fue promovido al rango de Contraalmirante. Esta fácil victoria motivó a la administración de William McKinley a colocar a las Filipinas bajo el control de Estados Unidos lo cual ocurrió el 18 de agosto de 1898.
Durante las primeras etapas de la guerra, los estadounidenses fueron ayudados por los nacionalistas filipinos liderados por Emilio Aguinaldo quien había estado atacando a los españoles mientras Dewey los atacaba por mar. Dewey y Aguinaldo disfrutaron de una cordial relación desde el comienzo y Dewey de hecho escribió en sus cartas que los filipinos eran inteligentes y capaces de su autodeterminación; sin embargo, el presidente William McKinley muy pronto decidió otra cosa y hacia 1899 Dewey se vio obligado a traicionar a las fuerzas de Aguinaldo para permitir a las tropas estadounidenses desembarcar en Manila.
En los meses posteriores a la guerra, Dewey se acercó en un gesto amistoso al almirante Montojo, llegando a declarar a su favor en el consejo de guerra que se le formó, y según cuentan las crónicas de la época nunca perdieron su amistad, ya que Dewey llegó a reconocer a Montojo que a pesar de la armada española estuviera obsoleta, supo defender bien y hasta el último momento a su país.

## Opción política
Dewey regresó a los Estados Unidos para ser recibido como héroe, y por decreto del Congreso fue nombrado Almirante de la Armada en 1899, y una condecoración especial, la Medalla Dewey, fue también creada en su honor.
Luego de su regreso de la guerra, muchos sugirieron que se lanzara a la presidencia de Estados Unidos con el aval da los demócratas. Sin embargo, los periódicos comenzaron a atacarlo luego de que declarara que el trabajo de presidente sería sencillo ya que el comandante en jefe simplemente impartía las órdenes para ejecutar las leyes que dictaba el Congreso. A esto se añadió la furia de los sectores protestantes por su matrimonio con una viuda católica en 1899 y haberle dejado la casa que la nación le había otorgado por su participación en la guerra.
George Dewey murió en Washington D. C. el 16 de enero de 1917.